# Puliciphora subconvexa
Puliciphora subconvexa är en tvåvingeart som beskrevs av Borgmeier 1960. Puliciphora subconvexa ingår i släktet Puliciphora och familjen puckelflugor. Inga underarter finns listade i Catalogue of Life.